# Injū Gakuen La Blue Girl
Injū Gakuen La Blue Girl (淫獣学園 La☆Blue Girl), també conegut com La Blue Girl, és un manga i anime hentai del subgènere del sexe tentacular amb comèdia. L'anime fou distribuït per Central Park Media. El manga fou guionitzat i il·lustrat per Toshio Maeda. Tingué una adaptació live-action. És considerat un clàssic del hentai.
Té influències del kamishiba, una manera de contar històries japonesa.
La història que transcorre a l'obra consisteix en el despertar sexual i amb ell el despertar d'un poder de la protagonista Miko Mido, descendent d'una nissaga matrilineal de kunoichi que ha pactat amb dimonis. Hi ha personatges amb característiques intersexuals, combats amb càrrega sexual contra dimonis i guerrers ninja.
Mostra exemples d'autoreferències a l'anime amb l'escena on el personatge Nin-nin mostra una gravació que consisteix en imatges ja vistes en episodis anteriors.
El 1996 la British Board of Film Classification denegà la distribució de l'anime al Regne Unit per la violència sexual que es mostra.